# 西原一将
西原 一将（にしはら かずゆき、1976年5月1日 - ）は、日本の実業家。西原商会代表取締役社長。五島製麺代表取締役社長。松山製菓代表取締役社長。日本サッカー協会副会長。

## 人物・経歴
鹿児島県生まれ。1992年ラ・サール中学校卒業。1995年ラ・サール高等学校卒業。2000年一橋大学商学部経営学科卒業、KDDI入社。大学時代はDJとして月1でイベントを開催し、RHYMESTERなどと交友を結んだ。2005年西原商会関東入社。2012年から西原商会代表取締役社長を務め、事業承継型のM&Aを進めるなどした。また、ラ・サールのサッカー部時代の恩師から誘いを受け、2016年から2024年まで鹿児島県サッカー協会会長を務めた。2018年鹿児島市サッカー等スタジアム整備検討協議会委員。2024年日本サッカー協会副会長。五島製麺代表取締役社長、松山製菓代表取締役社長、鹿児島プロスポーツプロジェクト取締役等も兼務。

## 親族
- 西原商会創業者の西原一義名誉会長は父[13]。

## 楽曲
- 世界、西原商会の世界! Part 2 逆featuring CRAZY KEN BAND（作詞）